# Zona (Tracia)
Zona o Zone (en griego, Ζώνη) es el nombre de una antigua ciudad griega de Tracia.
Es citada por Heródoto que dice que fue —junto a Sale—  una de las ciudades próximas al promontorio Serreo (actual cabo Makri) en cuyas playas las naves del ejército persa de Jerjes arribaron para que sus dotaciones pudieran descansar mientras en Dorisco se procedía a un recuento del ejército. Esto ocurrió al inicio de la expedición del año 480 a. C. contra Grecia.
En el Periplo de Pseudo-Escílax se menciona a Zona y a Dris como ciudades vecinas de Maronea, Dicea y Abdera pero situadas en el interior, aunque Zona estaba próxima a la isla de Samotracia.
La ciudad debió pertenecer a la liga de Delos puesto que aparece en un decreto ateniense del año 422/1 a. C.
Aunque se pensaba que su emplazamiento estaba en la moderna población de Makri, diversos hallazgos arqueológicos recientes apoyan la identificación de la ciudad con un yacimiento situado en la desembocadura del río Sabla Dere, un lugar que antes se identificaba con la antigua Mesembria. Estos hallazgos incluyen, entre otros, un santuario de Apolo de la Época Arcaica y numerosas monedas, en las que figura representada la cabeza de Apolo y la alusión al nombre de la ciudad bajo las formas ΖΩΝΑΙΩΝ, ΖΩΝΑΙ, ΖΩΝ o ΖΩ.